# Rhaphiodon vulpinus
El chafalote, machete o pirá yaguá (Rhaphiodon vulpinus), es una especie de peces de la familia Cynodontidae en el orden de los Characiformes. Comúnmente se los conoce con el nombre de chafalote o machete.

## Morfología
Los machos pueden llegar alcanzar los 80 cm de longitud total y 2.100 g de peso.

## Hábitat
Es un pez de agua dulce y de clima tropical.Generalmente se alimenta de mojarras y peces pequeños. 
Nadador veloz y de saltos acrobáticos una vez conectado por una línea de pesca o artificial.

## Distribución geográfica
Se encuentran en Sudamérica:  cuencas de los ríos  Amazonas, Orinoco y  Río de la Plata (ríos  Paraná,  Paraguay y  Uruguay), y ríos de Guayana.